# Калбакая
Калбакая — река в России, протекает в Республике Алтай. Устье реки находится в 178 км по правому берегу реки Башкаус. Длина реки составляет 47 км.

## Данные водного реестра
По данным государственного водного реестра России относится к Верхнеобскому бассейновому округу, водохозяйственный участок реки — Бассейн озера Телецкое, речной подбассейн реки — Бия и Катунь. Речной бассейн реки — (Верхняя) Обь до впадения Иртыша.
Код объекта в государственном водном реестре — 13010100112115100002361.